# Савчук Семен Володимир
Савчук Семен Володимир (1895, Вовківці — 28 жовтня 1983) — український церковний і громадський діяч у Канаді.

## Біографія
Родом із села Вовківців Борщівського повіту в Галичині. Мешкав у Канаді з 1899 року. Митрофорний протоієрей, голова Президії Консисторії Української греко-православної церкви у Канаді. Один з основоположників православного церковного життя в Канаді, засновник Колегії св. Андрія з Вінніпегу і її ректор (з 1952), редактор «Вісника» (1924 — 51), організатор і діяч багатьох громадських об'єднань у Канаді (Союз Українських Самостійників, Союз української молоді Канади, Українське православне наукове богословське товариство в Канаді й ін.); заступник президії КУК.
Основні праці
- «Як постала Українська Греко-православна церква в Канаді» (1924)
- «Оп. з життя Ісуса Христа» (1930)
- «Десять біблійних оповідань» (1930), «Азор» (1930)
- «Церковні канони в теорії і практиці» (1955)
- статті в пресі (також під псевдонімамим Т. Єсгик, С. Матеїв).